# Pīr Ḩājjatī
Pīr Ḩājjatī (persiska: پیر حاجتی) är en ort i Iran.   Den ligger i provinsen Kohgiluyeh och Buyer Ahmad, i den centrala delen av landet, 600 km söder om huvudstaden Teheran. Pīr Ḩājjatī ligger 723 meter över havet och antalet invånare är 174.
Terrängen runt Pīr Ḩājjatī är varierad. Runt Pīr Ḩājjatī är det ganska glesbefolkat, med 45 invånare per kvadratkilometer. Närmaste större samhälle är Dehdasht, 18,7 km väster om Pīr Ḩājjatī. Omgivningarna runt Pīr Ḩājjatī är i huvudsak ett öppet busklandskap.